# Bezirk Voitsberg
Der Bezirk Voitsberg ist ein politischer Bezirk des Landes Steiermark. Er wird zur Region Weststeiermark gerechnet.

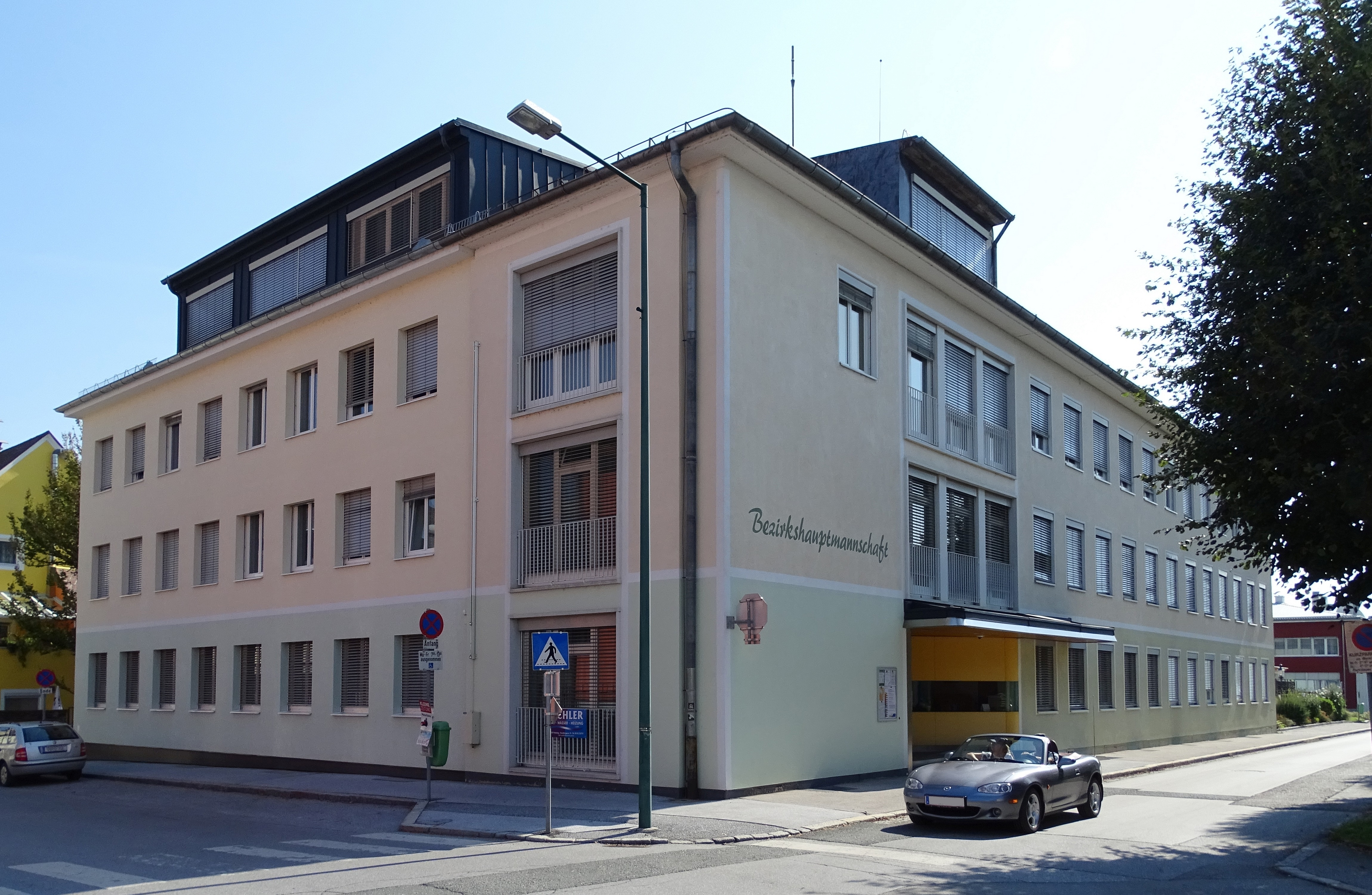
Das Verwaltungsgebäude der Bezirkshauptmannschaft Voitsberg

## Geschichte
Der Bezirk Voitsberg wurde per 1. Oktober 1891 vom Bezirk Graz-Umgebung abgespalten und umfasste das Gebiet des Gerichtsbezirkes Voitsberg mit seinen 59 Gemeinden.
Im Vorfeld der Gemeindestrukturreform 2014/15 versuchte die überparteiliche Bürgerplattform „Kernraumfusion“ zu erwirken, dass durch Fusion der neun Kernraumgemeinden Köflach, Voitsberg, Bärnbach, Maria Lankowitz, Rosental, Piberegg, Salla, Graden und Gößnitz durch eine freiwillige Fusion eine neue Stadt entstehen sollte, die auch den Status einer Statutarstadt erlangen sollte. Diese Idee wurde aber nicht umgesetzt.

### Leiter der Bezirkshauptmannschaft
- Franz Herzog (1891–1910)
- Eugen Ritter Mor von Sunegg und Torberg (1910–1916)
- Oskar Kordin (1916–1918)
- Raoul Schadek von Degenburg (1918)
- Emil Krammer (1918–1924)
- Franz Klampfl (1924–1932)

Vom 1. Juni 1932 bis zum 28. Februar 1937 gehörte der Bereich des Bezirks Voitsberg als Politische Expositur zum Bezirk Graz-Umgebung.
- Josef Schmidinger (1937–1938)
- Josef Pleunik (1938)
- Hermann Lutz (1939–1943)
- Ernst Friedrich (1944–1945)
- Willibald Kral (1945)
- Georg Stecher (1945–1958)
- Roland Petrischek (1958–1967)
- Luitpold Poppmeier (1967–1988)
- Heinz Schille (1989–1991)
- Klaus Mayr (1991–2008)
- Hannes Peißl (2008–2024)[4][5]
- Elisabeth Kaldiva (seit 2024)

## Angehörige Gemeinden

Im Rahmen der Gemeindestrukturreform 2014/15, in deren Zuge die Außengrenzen des Bezirks nicht verändert wurden, wurde die Zahl der Gemeinden im Bezirk ab 1. Jänner 2015 von 25 auf 15 Gemeinden verringert.
Der Bezirk Voitsberg umfasst 678,18 km² und besteht aus dem Gebiet von fünfzehn Gemeinden, darunter sind drei Städte und fünf Marktgemeinden.

### Liste der Gemeinden im Bezirk Voitsberg
Die Einwohnerzahlen der Tabelle stammen vom 1. Jänner 2024,
Regionen sind Kleinregionen der Steiermark.
| Gemeinde                    | Lage | Ew    | km²    | Ew / km² | Gerichtsbezirk | Region                                                  | Typ             | Foto | Metadaten         |
| --------------------------- | ---- | ----- | ------ | -------- | -------------- | ------------------------------------------------------- | --------------- | ---- | ----------------- |
| Bärnbach                    |      | 5.816 | 31,52  | 184      | Voitsberg      | 053 Kernraumallianz Voitsberg aufgelöst 9. Oktober 2021 | Stadt- gemeinde | ja   | Gem.Kennz.: 61626 |
| Edelschrott                 |      | 1.632 | 87,81  | 19       | Voitsberg      | 018 Oberland                                            | Markt- gemeinde | ja   | Gem.Kennz.: 61627 |
| Geistthal-Södingberg        |      | 1.449 | 52,45  | 28       | Voitsberg      | 091 (Name offen)                                        | Gemeinde        | ja   | Gem.Kennz.: 61628 |
| Hirschegg-Pack              |      | 1.004 | 98,89  | 10       | Voitsberg      | 018 Oberland                                            | Gemeinde        | ja   | Gem.Kennz.: 61629 |
| Kainach bei Voitsberg       |      | 1.555 | 83,24  | 19       | Voitsberg      | 052 Oberes Kainachtal                                   | Gemeinde        | ja   | Gem.Kennz.: 61630 |
| Köflach                     |      | 9.601 | 43,07  | 223      | Voitsberg      | 053 Kernraumallianz Voitsberg aufgelöst 9. Oktober 2021 | Stadt- gemeinde | ja   | Gem.Kennz.: 61631 |
| Krottendorf-Gaisfeld        |      | 2.448 | 17,02  | 144      | Voitsberg      | 043 Mittleres Kainachtal                                | Gemeinde        | ja   | Gem.Kennz.: 61611 |
| Ligist                      |      | 3.218 | 34,62  | 93       | Voitsberg      | 043 Mittleres Kainachtal                                | Markt- gemeinde | ja   | Gem.Kennz.: 61612 |
| Maria Lankowitz             |      | 2.692 | 104,29 | 26       | Voitsberg      | 053 Kernraumallianz Voitsberg aufgelöst 9. Oktober 2021 | Markt- gemeinde | ja   | Gem.Kennz.: 61632 |
| Mooskirchen                 |      | 2.191 | 17,97  | 122      | Voitsberg      | 043 Mittleres Kainachtal                                | Markt- gemeinde | ja   | Gem.Kennz.: 61615 |
| Rosental an der Kainach     |      | 1.721 | 6,52   | 264      | Voitsberg      | 053 Kernraumallianz Voitsberg aufgelöst 9. Oktober 2021 | Gemeinde        | ja   | Gem.Kennz.: 61618 |
| Sankt Martin am Wöllmißberg |      | 790   | 25,59  | 31       | Voitsberg      | 018 Oberland                                            | Gemeinde        | ja   | Gem.Kennz.: 61621 |
| Söding-Sankt Johann         |      | 4.324 | 19,37  | 223      | Voitsberg      | 043 Mittleres Kainachtal                                | Gemeinde        | ja   | Gem.Kennz.: 61633 |
| Stallhofen                  |      | 3.211 | 27,28  | 118      | Voitsberg      | 043 Mittleres Kainachtal                                | Markt- gemeinde | ja   | Gem.Kennz.: 61624 |
| Voitsberg                   |      | 9.617 | 28,54  | 337      | Voitsberg      | 053 Kernraumallianz Voitsberg aufgelöst 9. Oktober 2021 | Stadt- gemeinde | ja   | Gem.Kennz.: 61625 |